# Break (carruatge)
Un break és un carruatge de quatre rodes tipus òmnibus que té seient davanter per a dues places i dos seients laterals posteriors per a quatre places com a mínim i amb bolada sobre quatre rodes, porta del darrere i un estrep per a dos seients posteriors.
Una varietat d'aquest carruatge és el Break de caça, que porta dos seients paral·lels com el charabà i els dos interiors estan vis à vis. Té seient davanter elevat per a dues places i un altre darrere elevat com l'anterior, portes laterals entre els jocs de rodes i els seus estreps corresponents.

## Font
- El contingut d'aquest article incorpora material del Diccionario Enciclopédico Hispano-Americano de l'any 1898, que es troba en el domini públic.